# پارک کاراعلی‌اوغلو

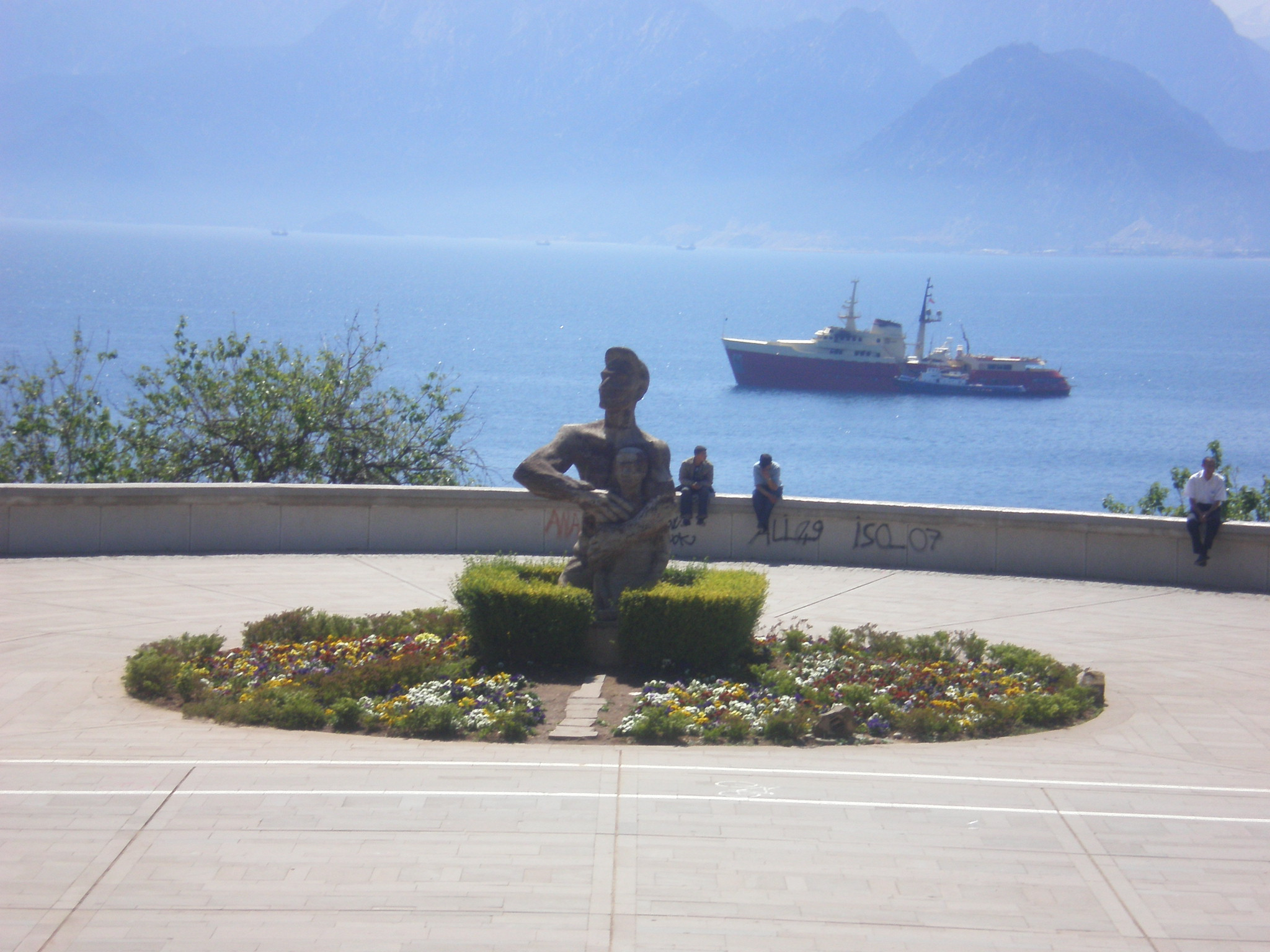

پارک کاراعلی‌اوغلو یا قاراعلی‌اوغلو (به ترکی استانبولی: Karaalioğlu Parkı) پارک بزرگی در آنتالیا در کشور ترکیه است. این پارک درست در جنوب کالاایچی در مرکز شهر است که به راحتی با پای پیاده یا با تراموا به آنجا می‌رسید. دفتر شهردار، تئاتر شهری شهرداری و یک قلعه باستانی به نام برج خضرایلیا مشرف به بندر روم، نمای صخره‌ها و پهنه آبی وسیع خلیج آنتالیا از جاذبه‌های اصلی این پارک است.